# Domenico Cabianca
Domenico Cabianca (Bassano, 1520 circa – Piacenza, 10 settembre 1550) è stato un artigiano italiano, protestante giustiziato dall'autorità civile per motivi religiosi.

## Biografia
Di bassa condizione sociale (Alfonso Trotti, ambasciatore del duca Ercole II di Ferrara presso Ferrante I Gonzaga, lo definì "un povero uomo pellizzaro", ossia povero artigiano pellicciaio) militò nell'esercito imperiale nella campagna contro la Lega di Smalcalda, e sembra che in Germania si sia convertito alle idee luterane. Viaggiò quindi, predicando, per l'Italia. Giunse a Piacenza, da Napoli, e iniziò a predicare col capo coperto da una berretta da prete. Denunciato, comparve, fu esaminato dall'inquisitore generale d'Italia fra' Callisto Fornari e dal domenicano Bartolomeo Fumo da Villò, i quali si trovavano a Piacenza, sottoposto a tortura finì per dichiarare la sua identità, la sua condizione sociale di laico e le modalità della sua predicazione.
Gli inquisitori ecclesiastici avevano predisposto una cerimonia pubblica di abiura. Essendo tuttavia il Cabianca un laico, intervenne l'autorità secolare: il podestà pretese la consegna del Cabianca il quale, dietro ordine espresso di Ferrante Gonzaga, fu impiccato. La vicenda del Cabianca fu divulgata da Francesco Negri nell'opera De Fanini Faventini, ac Dominici Bassanensis morte, qui nuper ob Christum in Italia Rom. Pon. iussu impie occisi sunt, brevis historia, Clavennae, pridie Kalen. novembris 1550.